# Liste des conseillers régionaux de la Savoie
Les conseillers régionaux de la Savoie sont des conseillers qui sont élus dans le cadre des élections régionales pour siéger au conseil régional d'Auvergne-Rhône-Alpes.

## Mandature 2021-2028
La Savoie compte 11 conseillers régionaux au niveau du département sur les 204 élus du conseil régional d'Auvergne-Rhône-Alpes.
| Groupe politique                                              | Nom                               | Parti | Parti |
| ------------------------------------------------------------- | --------------------------------- | ----- | ----- |
| Les Républicains, Divers-Droite, Société Civile et apparentés | Émilie Bonnivard                  |       | LR    |
| Les Républicains, Divers-Droite, Société Civile et apparentés | Fabrice Pannekoucke               |       | LR    |
| Les Républicains, Divers-Droite, Société Civile et apparentés | Éric Sandraz                      |       | LR    |
| Les Républicains, Divers-Droite, Société Civile et apparentés | Alexandra Turnar                  |       | LR    |
| Les Républicains, Divers-Droite, Société Civile et apparentés | Cédric Vial                       |       | DVD   |
| Les Républicains, Divers-Droite, Société Civile et apparentés | Séverine Vibert                   |       | LR    |
| Les Écologistes                                               | Jean-Pierre Béguin                |       | G·s   |
| Les Écologistes                                               | Claudie Ternoy-Leger              |       | EÉLV  |
| Socialiste, Écologiste et Démocrate                           | François Chemin                   |       | PS    |
| Rassemblement National                                        | Marie Dauchy jusqu'en août 2022   |       | RN    |
| Rassemblement National                                        | Rémi Garnier à partir d'août 2022 |       | RN    |
| UDI, Centristes et Apparentés                                 | Marie-Pierre Montoro-Sadoux       |       | UDI   |

## Mandature 2015-2021
La Savoie compte 11 conseillers régionaux au niveau du département sur les 204 élus du conseil régional d'Auvergne-Rhône-Alpes.
| Groupe politique                                   | Nom                                                    | Parti | Parti            |
| -------------------------------------------------- | ------------------------------------------------------ | ----- | ---------------- |
| Les Républicains, divers droite et société civile  | Émilie Bonnivard                                       |       | Les Républicains |
| Les Républicains, divers droite et société civile  | Fabrice Pannekoucke                                    |       | Les Républicains |
| Les Républicains, divers droite et société civile  | Xavier Dullin                                          |       | Les Républicains |
| Les Républicains, divers droite et société civile  | Alexandra Turnar                                       |       | Les Républicains |
| Les Républicains, divers droite et société civile  | Cédric Vial                                            |       | DVD              |
| Centre et indépendants                             | Patrick Mignola jusqu'en septembre 2017                |       | MoDem            |
| Centre et indépendants                             | Marie-Pierre Montoro-Sadoux à partir de septembre 2017 |       | MoDem            |
| Socialistes, démocrates, écologistes et apparentés | Thierry Repentin                                       |       | PS               |
| Socialistes, démocrates, écologistes et apparentés | Noëlle Aznar-Molliex                                   |       | PS               |
| Socialistes, démocrates, écologistes et apparentés | François Chemin                                        |       | PS               |
| Front national                                     | Jean-Marie Garcin                                      |       | FN               |
| Front national                                     | Marie Dauchy                                           |       | FN               |

### Élus membres de l'exécutif
- Patrick Mignola (MoDem), 7e vice-président délégué aux transports jusqu'en septembre 2017 ;
- Émilie Bonnivard (LR), 8e vice-présidente déléguée à l’agriculture, à la forêt, à la ruralité, à la viticulture et aux produits du terroir jusqu'en septembre 2017.

## Mandature 2010-2015
La Savoie compte 11 conseillers régionaux sur les 157 élus qui composent l'assemblée du conseil régional de Rhône-Alpes, issue des élections des 14 et 21 mars 2010.
Composition par ordre décroissant du nombre d'élus :
- PSEA : 3 élus
- UDC : 3 élus
- EELV : 3 élus
- FdG : 1 élu
- FN : 1 élue

| Identité             | Étiquette | Groupe                                                                                        | Autres mandats/fonctions                                                               |
| -------------------- | --------- | --------------------------------------------------------------------------------------------- | -------------------------------------------------------------------------------------- |
| Noëlle Aznar-Molliex | PS        | Groupe Socialiste, Écologiste et Apparentés (PSEA)                                            |                                                                                        |
| François Chemin      | PS        | Groupe Socialiste, Écologiste et Apparentés (PSEA)                                            | Maire de Fourneaux, il prend la suite de Bernadette Laclais à partir de 2012.          |
| Sylvie Cochet        | UMP       | Union de la Droite et du Centre et Apparentés (UDC-APP)                                       | Adjointe au maire d'Aix-les-Bains                                                      |
| Alexandra Cusey      |           | Groupe Europe Écologie Les Verts (EELV)                                                       |                                                                                        |
| Xavier Dullin        | UMP       | Union de la Droite et du Centre et Apparentés (UDC-APP)                                       | Conseiller municipal de Chambéry                                                       |
| Antoine Fatiga       |           | Front de Gauche, Ensemble, Communistes, Parti de Gauche, Gauche unitaire et partenaires (FdG) | Conseiller municipal de Jacob-Bellecombette                                            |
| Catherine Herbertz   |           | Groupe Europe Écologie Les Verts (EELV)                                                       |                                                                                        |
| Yves Paccalet        |           | Groupe Europe Écologie Les Verts (EELV)                                                       |                                                                                        |
| Joëlle Regairaz      | FN        | Front National                                                                                |                                                                                        |
| Christian Rochette   | UMP       | Union de la Droite et du Centre et Apparentés (UDC-APP)                                       | Maire de Saint-Rémy-de-Maurienne                                                       |
| Édouard Simonian     | PS        | Groupe Socialiste, Écologiste et Apparentés (PSEA)                                            | Conseiller de la Communauté d'agglomération du Lac du Bourget, maire du Bourget-du-Lac |

## Mandature 2004-2010
Les 10 conseillers régionaux de la Savoie élus lors des élections des 21 et 28 mars 2004.
- PS : Bernadette Laclais, Jeanine Gippa, André Vairetto
- UMP : Hervé Gaymard, Xavier Dullin
- DVG : Édouard Simonian
- Les Verts : Benoit Leclair, qui est réélu en 2011 dans la Loire, et devient vice-président.
- PCF : Myriam Combet, qui quitte le PCF dès 2005 pour rejoindre le NPA[1].
- UDF : Bernadette Chambre
- FN : Jacques Vassieux

## Mandature 1998-2004
Les 11 conseillers régionaux de la Savoie élus lors des élections du 15 mars 1998.
- Liste Gauche Plurielle
  - Groupe PS-PRG-DVG et Apparentés : Bernadette Laclais, André Vairetto, Bernard Veuillet
  - Groupe des Conseillers régionaux Communistes et Républicains de Rhône-Alpes : Roger Gandet
  - Groupe Les Verts : Nicole Guilhaudin
- Liste RPR-UDF
  - Groupe ORA - RPR/UDF Indépendants, Oui à Rhône-Alpes : Xavier Dullin, Léone Martin Retord, Jacques Jond
  - Groupe RPR - Rassemblement pour la Région Rhône-Alpes : Christian Rochette
- Liste Front National
  - Groupe des élus Divers droite, élu sous l'étiquette FN : Georges Ract
  - Groupe MNR élu sous l'étiquette FN : Nicole Mina

## Mandature 1992-1998
Pierre Dumas, Dominique Dord, Gaston Paravy, Louis Besson, Henri Dujol, Roger Favier

## Mandature 1986-1992
Pierre Dumas, Louis Besson, Henri Dujol, Roger Favier